# Station Darnall
Darnall is een spoorwegstation van National Rail in Darnall, Sheffield in Engeland. Het station is eigendom van Network Rail en wordt beheerd door Northern Rail. 